# Brunehaut (Belgique)
Pour les articles homonymes, voir Brunehaut.
Brunehaut (en picard Brunéo) est une commune francophone de Belgique située en Wallonie picarde et en Flandre romane dans la province de Hainaut.

## Géographie

### Sections et villages de la commune

Carte de Brunehaut.

La commune de Brunehaut est née officiellement en janvier 1977 à la suite de la fusion de communes et est composée de 9 sections : Bléharies (maison communale), Laplaigne, Hollain, Jollain-Merlin (dont Jollain (XI) et Merlin (X)), Lesdain, Wez-Velvain (dont Wez (XIII) et Velvain (XII)), Guignies, Howardries et Rongy.
| # | Nom                 | Superf. (km²). | Habitants (2020). | Habitants par km² | Code INS |
| - | ------------------- | -------------- | ----------------- | ----------------- | -------- |
| 1 | Bléharies (I)       | 3,48           | 1.235             | 355               | 57093A   |
| 2 | Rongy (IX)          | 6,83           | 1.246             | 183               | 57093B   |
| 3 | Lesdain (V)         | 1,44           | 492               | 342               | 57093C   |
| 4 | Howardries (VIII)   | 6,04           | 110               | 18                | 57093D   |
| 5 | Guignies (VII)      | 4,00           | 768               | 192               | 57093E   |
| 6 | Wez-Velvain (VI)    | 5,88           | 981               | 167               | 57093F   |
| 7 | Jollain-Merlin (IV) | 6,05           | 597               | 99                | 57093G   |
| 8 | Hollain (III)       | 6,69           | 1.245             | 186               | 57093H   |
| 9 | Laplaigne (II)      | 6,16           | 1.414             | 229               | 57093J   |

### Communes limitrophes
La commune est entourée par des villages de la commune de Rumes : La Glanerie (a) et Taintignies (b), de la commune de Tournai : Ere (c) et Saint-Maur (d) et de la commune d'Antoing : Bruyelle (e) et Péronnes (f). La commune est également bordée par des communes françaises : Flines-les-Mortagne (g), Mortagne-du-Nord (h), Maulde (i), Lecelles (j), Rumegies (k), Aix (l) et Mouchin (m).

## Démographie

### Démographie: Commune fusionnée
En tenant compte des anciennes communes entraînées dans la fusion de communes de 1977, on peut dresser l'évolution suivante :
Les chiffres des années 1831 à 1970 tiennent compte des chiffres des anciennes communes fusionnées.
- Source: DGS , de 1831 à 1981=recensements population; à partir de 1990 = nombre d'habitants chaque 1 janvier[2]

## Armoiries
|  | Blason de Brunehaut. La nouvelle entité a été autorisée à reprendre les armoiries reconnues en 1926 à l'ancienne commune de Laplaigne. Ce sont celles de Jehan de Ligne, sire de Le Plaigne, dont le sceau est appendu à une charte de 1287. Blasonnement : D'or à la bande de gueules chargée de trois coquilles d'argent. - Délibération communale : 29 juin 1976 - Arrêté royal : 12 février 1980 - Moniteur belge : 11 juin 1980 Source du blasonnement : Lieve Viaene-Awouters et Ernest Warlop, Armoiries communales en Belgique, Communes wallonnes, bruxelloises et germanophones, t. 1 : Communes wallonnes A-L, Bruxelles, Dexia, 2002, p. 200 |

## Politique et administration

### Conseil et collège communal 2024-2030
Ci-dessous, le tableau des résultats des élections communales de 2024.
| Parti | Parti                   | Voix (2024) | Voix (2018) | % (2024) | % (2018) | +/-    | Sièges | +/- | Collège |
| ----- | ----------------------- | ----------- | ----------- | -------- | -------- | ------ | ------ | --- | ------- |
|       | LES ENGAGÉS             | 684         | -           | 13,61%   | -        | 0.0 %  | 2 / 19 | 2.0 | Oui     |
|       | IC-MR                   | 1.165       | 1.634       | 23,17%   | 32,72%   | 9.55 % | 4 / 19 | 2.0 | Oui     |
|       | U.S.B.                  | 1.403       | 3.037       | 27,91%   | 60,81%   | 32.9 % | 6 / 19 | 7.0 | Oui     |
|       | Ensemble pour Brunehaut | 1.775       | -           | 35,31%   | -        | 0.0 %  | 7 / 19 | 7.0 | Non     |
|       | En Marge                | -           | 323         | -        | 6,47%    | 0.0 %  | - / 19 | 0.0 | Non     |
| Total | Total                   | 5 027       | 4 994       | 100 %    | 100 %    |        | 19     |     |         |

| Collège communal   |                   |             |
| ------------------ | ----------------- | ----------- |
| Bourgmestre        | Pierre Wacquier   | PS - U.S.B. |
| 1er Échevine       | Muriel Delcroix   | IC-MR       |
| 2e Échevin         | Charles Déséveaux | Les Engagés |
| 3e Échevin         | Pierre Gérard     | IC-MR       |
| 4e Échevin         | Pierre Legrain    | IC-MR       |
| Présidente du CPAS | Clara Hurbain     | PS - U.S.B. |

### Jumelage
- Sallenelles (France)
- Amfréville (France)
- Aubigny-en-Artois (France)